# Gold Panda
Gold Panda est un compositeur et producteur de musique électronique anglais né en 1980 à Peckham,.

## Carrière

### Premiers pas
Né dans la banlieue de Londres, le futur Gold Panda grandit à Chelmsford dans l'Essex. À quinze ans, il emprunte un sampleur à son oncle producteur de musique et assemble ses premières boucles hip-hop. Rien ne présage toutefois d'une carrière musicale, et son oncle lui-même l'encourage à un métier plus classique. Après des études à l'École des études orientales et africaines à l'Université de Londres, il multiplie donc les petits jobs, pour des disquaires ou des sex-shops, sans parvenir à s'établir. Il finit pourtant par être repéré par le label Wichita grâce aux remixes d'amis qu'il publie sur sa page Facebook. Wichita lui commande un remix du titre Letter To My Son de Bloc Party, l'occasion pour l'artiste d'officialiser son alias Gold Panda.
Entre 2009 et 2010, il publie de nombreux remixes parmi lesquels Everything Up (Zizou) de Zero 7, I Have The Moon, You Have The Internet the The Field, Jamelia de Caribou ou encore Before Tigers de HEALTH. Il sort en parallèle ses propres productions, à commencer par Quitter's Raga sur le petit label Make Mine, élu meilleur nouveau morceau par le magazine Pitchfork, qui le classe également 75e meilleur titre de l'année. Wichita publie également de lui un live enregistré au iTunes Festival en 2009.

### Ghostly International
En 2010, il rassemble ses premiers titres sur la compilation Companion, et part en tournée aux États-Unis en juin aux côtés de HEALTH et Autolux,. Il signe alors sur le label américain Ghostly International, et fonde Notown presque simultanément. L'essentiel de ses sorties officielles se fait dorénavant sur ces deux labels. Il publie en octobre son premier album long Lucky Shiner, nommé ainsi en hommage à sa grand-mère indienne et accompagné des EPs Snow And Taxis, Marriage, et surtout You, dont le succès ira jusqu'à voir le morceau en titre repris par la chanteuse de RnB Charli XCX. Gold Panda explique en avoir tiré le sample original d'un vieux disque indien, où l'impression d'entendre You et Me est trompeuse puisque sa langue n'est pas l'anglais. Lucky Shiner remporte le prix The Guardian du meilleur album 2010 puis est nommé au Mercury Prize 2011.
L'année suivante, le label Studio !K7 fait appel à Gold Panda pour sa série de mixes DJ-Kicks, une expérience qui lui permet de mieux apprécier le travail de DJ. S'ensuivent de nouvelles tournées, notamment en Asie et au Royaume-Uni, avant qu'il ne retourne en studio préparer son deuxième album. Sur toute l'année 2012 il ne publiera qu'une poignée de remixes et le single Mountain/ Financial District.
Gold Panda revient en 2013 avec d'abord l'EP Trust puis quelques mois plus tard le LP Half Of Where You Live, dont la sortie s'accompagne des EPs Brazil et Reprise. Inspiré par ses concerts à travers le monde (Brazil, My Father In Hong Kong 1961, mais aussi l'hommage au Japon de Junk City II), Half Of Where You Live illustre la tonalité plus sombre et techno de ses derniers lives. Sa sortie s'accompagne d'ailleurs d'une nouvelle tournée internationale, de la Nouvelle-Zélande à l'Europe centrale en passant par Singapour, les États-Unis et le Mexique.
Gold Panda est installé depuis 2011 à Berlin, un choix qu'il justifie par le coût de la vie moins élevé et l'énergie qui en découle.

## Rumeurs
Voulant préserver son identité, Gold Panda a utilisé le pseudonyme « Derwin Panda » en 2014. Quelqu'un a cru que son vrai nom était Derwin Shlecker. Cette information s'est propagée jusqu'à figurer dans Wikipedia en français.

## Matériel utilisé
Gold Panda compose essentiellement à partir de boucles samplées de vieux enregistrements en tous genres. Son matériel est donc relativement réduit :
- Ordinateur portable
- Séquenceur virtuel Ableton Live
- Sampleur Akai MPC1000
- Sampleur Akai MPC2000XL
- Boîte à rythmes Korg
- Boîte à rythmes MSB clone de Roland TR-808
- Table de mixage 12 pistes
- Pédale delay

## Discographie

### Albums studio
- 2010 : Lucky Shiner (Ghostly International)
- 2013 : Half of Where You Live (Ghostly International)
- 2016 : Good Luck and Do Your Best (City Slang)
- 2022 : The Work (City Slang)